# Луцій Цецилій Метелл (народний трибун)
Луцій Цецилій Метелл (*Lucius Caecilius Metellus, 86 до н. е./84 до н. е. — після 31 до н. е.) — політичний діяч пізньої Римської республіки.

## Життєпис
Походив з роду нобілів Цециліїв Метеллів. Син Луція Цецилія Метелла, консула 68 року до н. е.
У 70 році до н. е. супроводжував батька на Сицилію, якою той керував на посаді претора. У 52 році до н.е був квестором на Сицилії.
У 49 році до н. е. обіймав посаду народного трибуна. Під час своєї каденції спробував завадити Гаю Цезарю, що розпочав громадянську війну, заволодіти священною скарбницею й відступився лише під загрозою смерті. Після цього Метелл залишив Рим, перебравшись до Капуї. У 48 році до н. е. спробував повернутися, але Цезар вислав його з Італії до Епіру. Згодом приєднався до Марка Антонія й брав участь у битві при Акціумі у 31 році до н. е. Подальша доля не відома.

## Родина
Дружина — Ліцинія, донька Луція Ліцинія Лукулла, консула 74 року до н. е.